# Santiago Contreras
Santiago Contreras Eusebio, más conocido como SantiContreras (25 de marzo de 1992, Santo Domingo) es un comunicador, periodista y locutor dominicano. Es conocido en las Redes sociales de internet y en los medios de comunicación por ser el creador de los premios TwitAwardsRD, produce la sección de ciencia y tecnología del programa «Ahora Es» que se transmite de lunes a viernes por Antena Latina, es también fundador de SantiContreras.com una revista digital de noticias de internet relacionados principalmente con tema de ciencia, tecnología entre otros tema de actualidad.
SantiContreras es popular en muchas redes sociales. Según lo publicado en su página para agosto del 2013, tenía más de 81 mil seguidores en Twitter, más de 9000 seguidores en Facebook, según el Ranking social de alianzo.

## Biografía
Santiago Contreras nació el 25 de marzo de 1992 en la ciudad de Santo Domingo, hijo de Santiago Contreras Moya y Milagros Eusebio es el mayor de tres hermanos.

## Revista digital
Su revista digital comenzó en el 2011 trata sobre temas relacionados principalmente con  ciencia, tecnología entre otros de actualidad, ha logrado posicionarse como uno de los blog más visitados y leídos en América Latina, con más de 13 millones de páginas vistas, con un ranking global de 167,749 (970 a nivel de República Dominicana), según Alexa Internet.

## Rumor sobre la Muerte de Fidel Castro a través de Twitter
Una vez más, una ola de rumores surgió en Twitter el 3 de enero de 2012 informando sobre la supuesta muerte de Fidel Castro, esta se convirtió en tendencia mundial en la red la noticia habría salido de medios españoles pero tras un rastreo llegaron a la cuenta de un periodista asentado en la República Dominicana, quien, a preguntas de otra periodista, reconocía haber difundido el 28 de diciembre día de los Inocentes, a modo de broma, la supuesta foto de Castro en el féretro,confirmó la falsedad de la imagen que él mismo publicó.